# كوينيتو
جواكيم لوكاس دورو دي جيسوس (بالبرتغالية: Joaquim Lucas Duro de Jesus؛ مواليد 6 نوفمبر 1948)، المعروف باسم كوينيتو، هو لاعب خط وسط ومدرب كرة قدم برتغالي سابق.

## المسيرة الكروية
وُلد كوينيتو في سيتوبال، ولعب عشرة مواسم فقط في الدوري البرتغالي الممتاز خلال مسيرته الاحترافية، حيث ظهر لأول مرة في موسم 1967–68 مع أكاديميكا كويمبرا – بعد انتقاله إلى قلمرية لدراسة الطب في الجامعة– لكنه لم يشارك سوى في ثماني مباريات بالدوري على مدار موسمين كاملين. كما مثّل ناديي بيلينينسش (ست سنوات) وبراغا (سنتين)، واعتزل اللعب عام 1980 وهو في الحادية والثلاثين تقريبًا، بمجموع 193 مباراة في دوري الدرجة الأولى سجل فيها 11 هدفًا.
بين نادييه الثاني والرابع، لعب كوينيتو مع راسينغ سانتاندير الإسباني، حيث أمضى ثلاثة مواسم في الدوري الإسباني. في 28 نوفمبر 1976، سجل هدفين في فوز فريقه على ريال بيتيس بنتيجة 4–3.

## المسيرة التدريبية
بعد عام واحد من اعتزاله، بدأ كوينيتو التدريب في ناديه الأخير، براغا، قبل أن يُقال بعد الجولة الثالثة عشرة من موسم 1981–82. وحتى نهاية العقد، عمل حصريًا في الدوري البرتغالي الممتاز، ووصل إلى المركز الرابع عام 1984 مع فريق مينهو تحديدًا.
بدأ كوينيتو موسم 1988–89 كمدرب لنادي بورتو. ورغم أن الفريق لم يُهزم في أول 11 مباراة، إلا أنه فاز بخمس مباريات فقط، فأُعفي من منصبه بعد أن خسر الفريق الشمالي سباق اللقب أمام بنفيكا. كما أمضى المدرب ثلاثة مواسم في الدرجة الثانية، وحقق صعودًا ملحوظًا عام 1996 مع أول نادي لعب له، فيتوريا سيتوبال.
بعد الجولة التاسعة من موسم 1997–98، حلّ كوينيتو محلّ جايمي باتشيكو المُقال، وقاد فيتوريا غيمارايش إلى المركز الثالث، ثمّ تأهل إلى كأس الاتحاد الأوروبي. كانت هذه فترته الثانية في ملعب د. أفونسو هنريكيس، بعد المركز الرابع الذي حققه عام 1995.
بين عامي 2008 و2010، كان كوينيتو مساعدًا لمدرب خوسيه كوسيرو في نادي غازي عنتاب سبور في الدوري التركي الممتاز. وفي ذلك العقد أيضًا، عمل مديرًا رياضي في نادي فيتوريا سيتوبال لمدة أربع سنوات.

## وصلات خارجية
- Quinito على موقع عالم كرة القدم.نت (الإنجليزية)
- كوينيتو على ForaDeJogo (مؤرشف)
- كوينيتو، إحصائيات المدرب على ForaDeJogo
- كوينيتو على BDFutbol
- كوينيتو الملف الشخصي للمنتخب الوطني في اتحاد البرتغال لكرة القدم (بالبرتغالية)